# الخامسة عشر
«الخامسة عشر» أو «فيفتين» (بالإنجليزية: Fifteen)‏ هي أغنية بوب ريفي للفنانة الأمريكية تايلور سويفت، من ألبومها الثاني جريئة.
أصدرت الأغنية في 11 نوفمبر 2009، كرابع أغنية منفردة من الألبوم. تحمل الأغنية طابع البوب الشعبي وتتحدث عن أنه يجب على فتيات السنة الأولى في المدرسة الثانوية عدم إعطاء أهمية كبرى للصبيان.